# Smeerenburg
L'insediamento di Smeerenburg (dall'olandese, Città del grasso di balena) è un villaggio abbandonato situato sull'isola di Amsterdam, nelle isole Svalbard del nord-ovest, appartenenti alla Norvegia.

## Storia
Il villaggio fu fondato nel 1617: diventò subito famoso grazie alla sua posizione così a nord, che stabilì un record in Europa. A Smeerenburg vivevano prevalentemente cacciatori di balene. In estate la popolazione di Smerenburg era di circa 200 persone. Nel 1660, quando le balene iniziarono ad estinguersi a causa della caccia intensiva, Smeerenburg fu abbandonata. Nel 1973 le rovine della città divennero parte del Parco Nazionale di Spitsbergen Nordorientale.